# Pierre Antoine Jouffret de Bonnefond
Pierre Antoine Jouffret de Bonnefond est un homme politique français né le 19 juillet 1750 à Gannat (Allier) et mort le 1er janvier 1794 à Lyon.

## Biographie
Procureur général syndic du département, il est député de l'Allier de 1791 à 1792. Il est exécuté à Lyon en 1794.

## Sources
- « Pierre Antoine Jouffret de Bonnefond », dans Adolphe Robert et Gaston Cougny, Dictionnaire des parlementaires français, Edgar Bourloton, 1889-1891 [détail de l’édition]